# Ramyres Coelho
Ramyres Santana Coelho (Petrolina, 24 de março de 1998) é uma enxadrista e bicampeã brasileira nas categorias Sub-8 e Sub-14.

## Biografia
Ramyres Coelho é a única enxadrista nordestina a possuir a tríplice coroa: Nordeste, Brasil e Américas.
Nascida em Petrolina, cidade do interior do estado de Pernambuco, Ramyres é filha do Árbitro CBX Raimundo Coelho e de Maria das Graças Santana, e irmã de Ronielly Coelho, enxadrista com rating FIDE. Aprendeu a jogar xadrez aos seis anos com o professor de xadrez escolar. Os seus enxadristas preferidos são Giovanni Vescovi, Judith Polgar e Magnus Carlsen. A sua abertura principal é a do Peão da Dama. 
Já participou de partidas simultâneas, como a realizada em 16 de maio de 2008 contra vinte alunos da Escola Municipal Paulo Freire de Petrolina. A TV Grande Rio fez a cobertura do evento. Depois de duas horas e quarenta minutos, Ramyres obteve dezessete vitórias, dois empates e perdeu uma única partida.  Em 2010, participou do Festival Pan-americano da Juventude e do Campeonato Mundial Juvenil (World Youth Chess Championships), realizado na Grécia.  A partida favorita de sua carreira foi contra a enxadrista paulista Agatha Hurba Nunes no Pan-americano 2010, realizado em Bento Gonçalves, por considerá-la uma bela partida caracterizada por golpes táticos e estratégicos.
Em 14 de maio de 2012, sagrou-se pela segunda vez campeã brasileira, agora pela categoria Sub-14, no Campeonato Nacional de Xadrez organizado pela Confederação Brasileira de Xadrez (CBX), que ocorreu durante o Festival Nacional da Criança, realizado na cidade de Mendes, Rio de Janeiro. A vice-campeã foi Agatha Hurba Nunes e a terceira colocação ficou com Katherine Vescovi, que tem por treinador o pai Giovanni Vescovi, heptacampeão brasileiro. Com este resultado, Ramyres passa a ser a representante oficial da confederação na disputa do Panamericano de Xadrez, a ser realizado no Peru, em julho de 2012.
Ramyres estuda no Colégio Diocesano Dom Bosco, na Cultura Inglesa e treina xadrez no Carranca Xadrez Clube, em Petrolina. No colégio, sua matéria preferida é matemática.

## Títulos conquistados
A enxadrista possui as seguintes titulações:
- Em 2013, Campeã Mundial Escolar - Gymnasiade (ISF), em Brasília
- Em 2012, Campeã Brasileira Sub-14, em Mendes
- Em 2011, Campeã Baiana de Categorias, em Paulo Afonso
- Em 2010, Campeã das Olimpíadas Escolares, em Fortaleza
- Em 2008, Campeã da Copa Norte-Nordeste Escolar, em Aracaju
- Em 2007:
  - Campeã Panamericana Escolar, em Mendes
  - Campeã Brasileira Escolar, em Poços de Caldas
  - Campeã Nordestina Escolar, em João Pessoa
- Em 2006:
  - Campeã Petrolinense Escolar
  - Vice-campeã Pernambucana Sub-8